# Courant vagabond
Un courant vagabond (ou courant parasite) est un courant électrique généralement de faible valeur qui circule de façon non maîtrisée dans les milieux et matériaux conducteurs (terre, tuyaux en métal, acier du béton armé des bâtiments, etc.) autres que les installations prévues à cet effet (fil, câble, etc.). La définition exclut les courants éphémères (courts-circuits), qui peuvent être générés par le dysfonctionnement soudain d'un appareil, ainsi que le courant tellurique.

## Causes et conséquences
Ce courant parasite a plusieurs causes possibles : 
- à l'intérieur d'une installation, la mise à la masse du châssis d'une machine liée à un défaut d'isolation d'un câble d'alimentation électrique, des défauts de branchement ou d'isolation électrique sont les causes les plus courantes.

- Les causes externes possibles sont les effets d'induction liés au voisinage d'un réseau électrique (ligne basse ou haute tension, éclairage électrique public, voie de chemin de fer électrique, foudre[a], etc.).

Les conséquences des courants vagabonds peuvent être la corrosion des matériaux (effet de pile), la perturbation de certains équipements électroniques, l'exposition de l'homme ou l’animal à une mini-électrisation. Les courants vagabonds présentent également des risques en tant que source d'inflammation possible d'une atmosphère explosive. 
Les courants parasites étant relativement faibles, ils ne sont pas directement dangereux mais peuvent être gênants, voire suffisamment désagréables, pour perturber la vie des êtres vivants.

## Courant parasite et élevage
Les bâtiments d’élevages sont potentiellement les lieux où les effets des courants parasites sont les plus perceptibles. En effet, dans les élevages on trouve à la fois de nombreux équipements électriques (clôtures, éclairage, machine à traire, racleurs, nourrisseur…), des structures et objets métalliques (abreuvoirs, charpentes, barrières, cages…), des sols conducteurs (entre autres à cause du paillage, des excréments et de l'absence de liaison équipotentielle), en contact direct avec les animaux.
Les animaux d’élevage sont par ailleurs naturellement sensibles aux phénomènes électriques, car ils peuvent toucher des éléments métalliques avec le museau (humide) et leurs pattes sont au contact d’un sol souvent humide (isolation faible des bâtiments et mise à la terre souvent insuffisante. Dans l'ensemble, leur résistance électrique est donc faible (les éleveurs eux sont isolés du sol par leurs chaussures). Ainsi, la Cour d'appel de Caen reconnaît le 24 novembre 2015 que des lignes à très haute tension ont affecté la qualité du lait produit par les vaches d'un éleveur de la Manche, les juges s'appuyant sur le rapport des vétérinaires ayant constaté que les vaches étaient moins sujettes aux mammites après une coupure de trois semaines de la ligne THT en août 2012.
Les courants parasites étant faibles, les animaux n’ont pas de risque direct d’électrisation, mais ils peuvent subir une gêne, faible mais fréquente, par exemple lorsqu’il viennent s’abreuver.

### Conséquences
L’exposition aux courants parasites peut se traduire par des symptômes comportementaux (par exemple de la nervosité), et, finalement, par des baisses de performance des productions animales. Les seuils de sensibilité des animaux d’élevage se situent aux alentours de 1 à 3 milliampères, et des baisses de production sont observées au-delà de 6 milliampères,.
Les solutions techniques passent par le traitement des bâtiments et de leurs équipements électriques et métalliques. Pour éviter toute exposition des animaux aux courants parasites, il faut proposer à l’électricité un chemin plus conducteur que le corps des animaux : concrètement cela signifie qu’il faut relier toutes les masses métalliques, potentiellement en contact avec les animaux, à la prise de terre du bâtiment par des liaisons équipotentielles et s'assurer que tous les appareils, et barrières, à carcasse métallique sont bien reliés à la terre.